# Jason Smith (polityk)
Jason Smith (ur. 16 czerwca 1980, w Saint Louis) – amerykański biznesmen i polityk, członek Partii Republikańskiej. Od 2013 roku przedstawiciel ósmego okręgu wyborczego w stanie Missouri do Izby Reprezentantów Stanów Zjednoczonych.

## Życiorys
Posiada dwa licencjaty z Uniwersytetu Missouri, z ekonomii rolnictwa i administracji biznesowej. W 2004 roku uzyskał tytuł doktora nauk prawnych, po czym pracował jako prawnik.
Od 2005 do 2013 zasiadał w stanowej Izbie Reprezentantów Missouri. W 2013 roku został wybrany na członka Izby po rezygnacji posłanki Jo Ann Emerson. W 2017 roku zasłynął ze sprzeciwu opodatkowania solariów. W 2020 roku ponownie (piąty raz) wygrywa głosowanie z poparciem 76,9% i jego kadencja zostaje przedłużona. 
Słynie jako silny obrońca terenów wiejskich w Missouri i w całych Stanach Zjednoczonych. Jest członkiem organizacji National Rifle Association of America i popiera ruch pro-life. Uczęszcza do zielonoświątkowego kościoła Grace Community Church w Salem. 